# Pfarrkirche Waidendorf

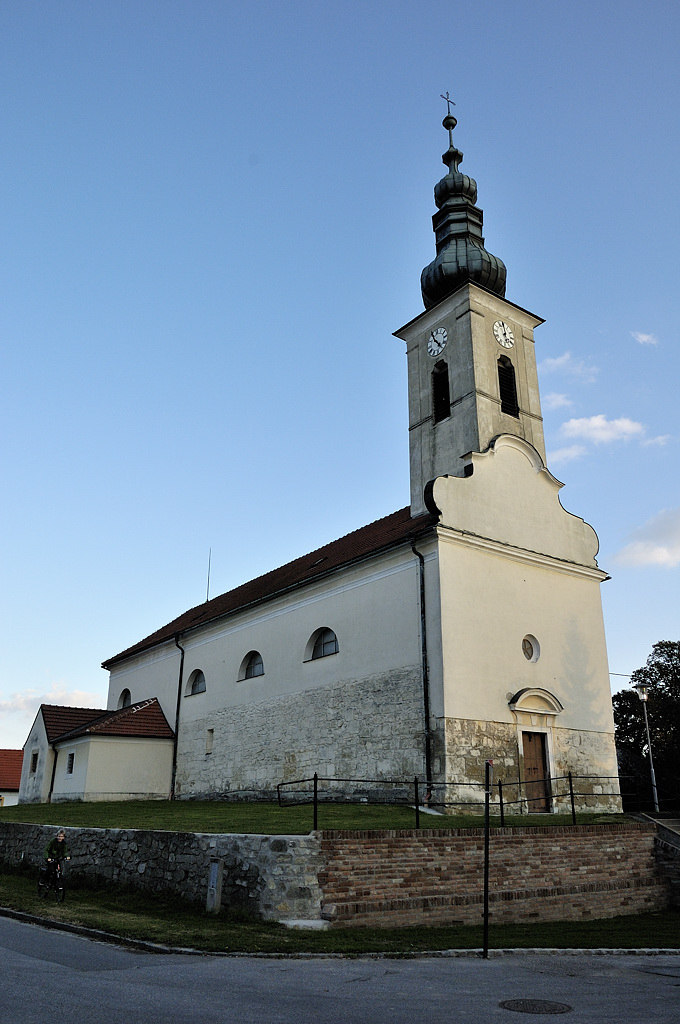
Katholische Pfarrkirche hl. Ulrich in Waidendorf

Die römisch-katholische Pfarrkirche Waidendorf steht erhöht im Süden der Ortschaft Waidendorf der Marktgemeinde Dürnkrut in Bezirk Gänserndorf in Niederösterreich. Die dem Patrozinium des Heiligen Ulrich von Augsburg unterstellte Pfarrkirche gehört zum Dekanat Zistersdorf in der Erzdiözese Wien. Die Kirche steht unter Denkmalschutz (Listeneintrag).

## Geschichte
Eine Pfarre bestand seit 1300 und wurde 1784 wiedererrichtet.
Das romanische Langhaus entstand im 13. Jahrhundert, der frühgotische Polygonalchor im Anfang des 14. Jahrhunderts. In der zweiten Hälfte des 17. Jahrhunderts wurde die Kirche barockisiert und neu eingewölbt.

## Architektur
Der im Kern mittelalterliche Kirchenbau war ursprünglich von einem Friedhof umgeben. 
Das schmale langgestreckte Langhaus hat eine steile Westturmfassade mit Lisenengliederung und einem Volutengiebel und Rechteckportale, längsseitig gibt es hochliegende Lunettenfenster und im Süden freigelegte frühgotische Fenster. Der Turm hat ein Schallgeschoß mit barocken Rundbogenfenstern und trägt einen Zwiebelhelm. Der Polygonalchor in der Breite des Langhauses hat vermauerte Maßwerkfenster. Der Kirchenbau zeigt teils freigelegtes Quadermauerwerk, am Langhaus mit regelmäßigen und am Chor mit unregelmäßigem Format. Nördlich steht ein ehemaliger gotischer Sakristeianbau und südlich ein Sakristeianbau aus dem ersten Viertel des 19. Jahrhunderts.
Das Kircheninnere zeigt ein dreijochiges Langhaus unter einem Tonnengewölbe mit Stichkappen auf Gurten auf kräftigen barocken Wandpfeilern, welche Rundbogennischen bilden. Es gibt ein reich profiliertes umlaufendes Gebälk. Die vorschwingende Orgelempore steht auf weitgespannten Rundbögen. Der Triumphbogen ist rundbogig. Der zweijochige Chor hat ein Tonnengewölbe auf Gurten und einen flachbogigen Schluss. Die nördliche ehemalige Sakristei hat ein Kreuzgratgewölbe, die südliche Sakristei ein Platzlgewölbe.

## Ausstattung
Die in Nischen freigelegte gotische Wandmalerei um 1320 ist in Bildstreifen angeordnet: An der nördlichen Chorwand mit fünf Szenen von einem Passionszyklus mit Ölberg, Judaskuss, Christus vor Herodes, Entkleidung und Kreuzigung. Am östlichen Chorschluss drei Mönchsheilige. An der südlichen Chorwand Teile einer Heiligenvita, Marterszenen, hl. Erasmus.

## Einrichtung
Der barocke Hochaltar aus der ersten Hälfte des 18. Jahrhunderts hat einen reichen Aufbau mit einer zentralen von einem Baldachin bekrönter Nische von der Figur des hl. Ulrich von Putten flankiert, im Auszug ein Auge Gottes.
Die barocke Kanzel aus der ersten Hälfte des 18. Jahrhunderts zeigt am Korb Reliefs der Vier Kirchenväter. Der Taufstein aus der zweiten Hälfte des 17. Jahrhunderts trägt auf dem Deckel die Figurengruppe Taufe Christi aus dem 19. Jahrhundert.
Ein Seitenaltar aus der zweiten Hälfte des 17. Jahrhunderts steht in der ehemaligen Sakristei, es ist ein strenger barocker Säulenaltar mit gesprengtem Giebel und trägt eine Figur hl. Markus.
Eine Glocke nennt Franz Josef Scheichel 1784. Die Orgel aus 1901 mit 7 Registern stammt von Johann M. Kauffmann.

## Grabdenkmäler
Außen
- Im ehemaligen Friedhof gibt es einen Biedermeiergrabstein mit 1828.